# Республіка Сербія (федеративна)
Республіка Сербія — федеральна одиниця Соціалістичної Федеративної Республіки Югославії в період 1990—1992 рік, Союзної Республіки Югославії в період 1992—2003 рік і Державного Союзу Сербії і Чорногорії в період 2003—2006 роках. У 2006, Чорногорія вийшла з Союзу, тим самим Союз припинив існування.
Соціалістична Республіка Сербія була скасована в 1990, після того як Союз комуністів Югославії зазнав краху. Була створена нова конституція, в якій Сербія який була державою-фундатором демократичних інститутів Югославії.
З розпадом Соціалістичної Федеративної Республіки Югославія (СФРЮ) в 1992, дві республіки-засновниці, Сербія і Чорногорія, домовилися про створення нової югославської держави, яка офіційно відмовилася від комунізму на користь утворення нової Югославії, заснованої на демократичних інститутах (хоча Республіка Сербія зберегла свій комуністичний герб). Ця новітня Югославія була відома як Союзна Республіка Югославія (СРЮ). Соціалістична Республіка Сербія стала відомою як Республіка Сербія з 1990, після того як Союз комуністів Югославії зазнав краху, хоча колишні комуністичні політики впливали протягом перших десяти років новоствореної республіки, правляча Соціалістична партія Сербії була перейменована з Ліги комуністів Сербії. Сербія виявилися домінуючою республікою в СРЮ, з урахуванням величезної відмінності у території і чисельності населення між республіками, проте, дві держави функціонували незалежно відносно іноземних справ, федеральний уряд складали чорногорці і серби.

## Федеративна Республіка Югославія
Політики Сербії в СРЮ продовжували надавати підтримку сербам у Боснії та Герцеговині і Хорватії, сербське населення яких хотіло залишитися в Югославії. З 1989, Сербія була очолювана Слободаном Мілошевичем, колишнім комуністом, який пообіцяв захищати і заохочувати сербські інтереси в Югославії. У 1992 році, він і чорногорський президент Момір Булатович сформували Союзну Республіку Югославія. Багато критиків на міжнародній арені вбачили Сербію домінуючою внутрішньою одиницею Союзної Республіки Югославії, в якій президент Сербії Мілошевич, мав більше впливу на федеральну політику, ніж президент Югославії (перший федеральний президент, Добриця Чосич був змушений подати у відставку за опозицію Мілошевичу) . Уряд Мілошевича не мав офіційних територіальних претензій з Республікою Македонія. Мілошевич виступав тільки за самовизначення самопроголошених державних утворень сербів, які хотіли б залишитися в Югославії.
Мілошевич представляв боснійських сербів під час підписання Дейтонської мирної угоди. Мілошевич був президентом Сербії до 1997, коли він залишив посаду президента Сербії в 1997 році і став президентом Югославії. Мілан Мілутінович вступив на посаду президента Сербії у 1997.
У 1996—1999, сильна політична нестабільність, призвела до повстання в населеної албанцями провінція Косово в Сербії. Це викликало війну в Косово у 1999 році, Сербія та Чорногорія зазнали бомбардування літаками НАТО, які також мали знищить сербську та федеральну столицю Белград. Згодом, Белград погодився відмовитися від контролю над провінцією Косово, на користь мандату Організації Об'єднаних Націй.

## Сербія та Чорногорія

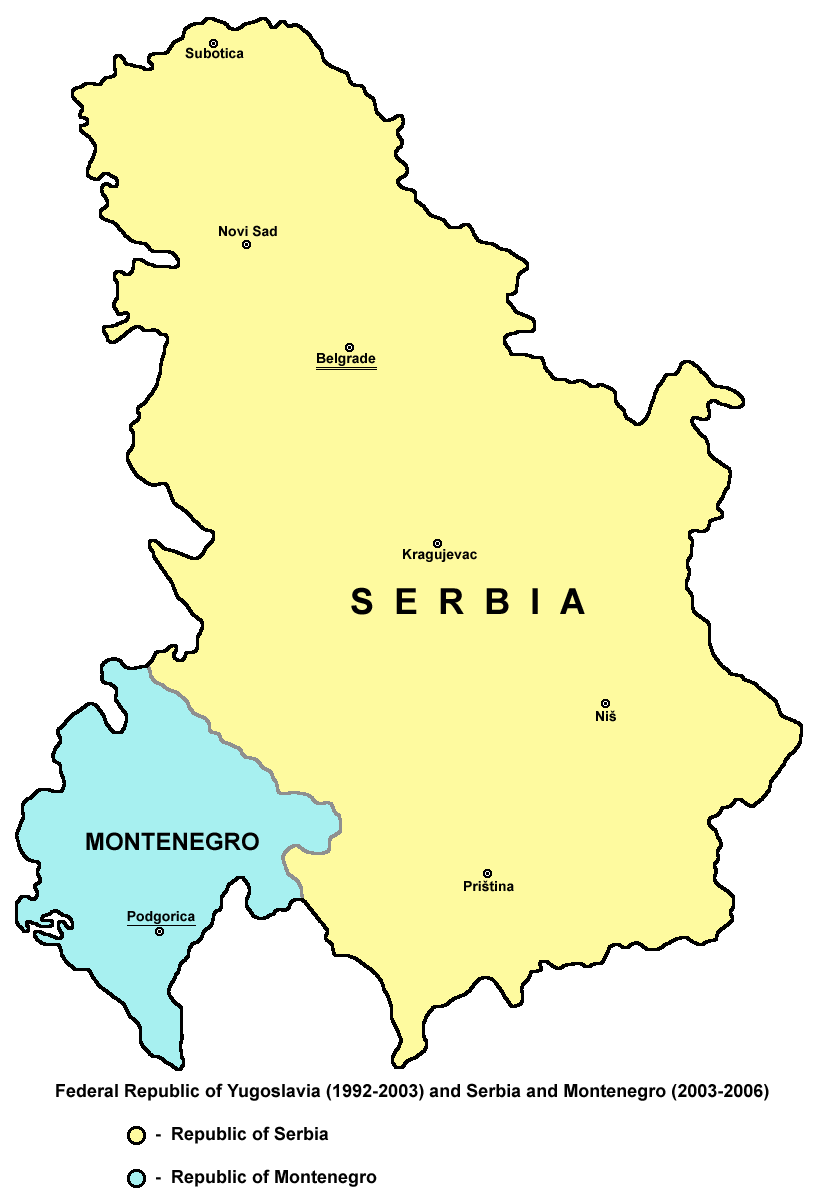
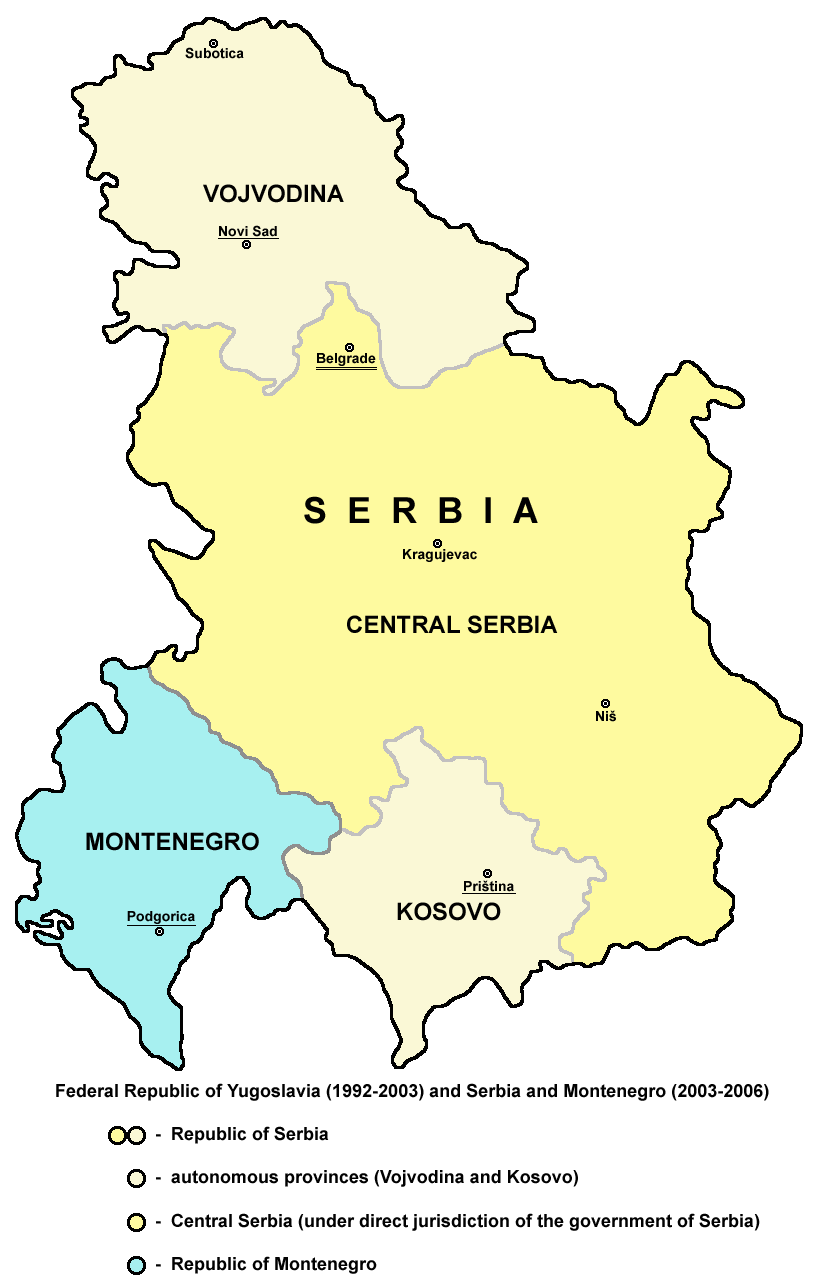

У 2003 році після перетворення Союзної Республіки Югославії в державу Сербія і Чорногорія, Сербія стала однією зі складових держави в її межах разом з Чорногорією. Союзна держава виникла через зростання чорногорського націоналізму. Чорногорія протягом кілька років використовувала німецьку марку як платіжний засіб, а з 2002 — євро. Сербія, приймаючи це, передрукували банкноти югославського динару, і перейменувала на сербський динар, Національний банк Югославії перейменували у Національний банк Сербії.
У 2006 році Сербія зіткнулася з наслідками проведення референдуму з питання про незалежність Чорногорії. Чорногорці подолали 55 % поріг і вийшли з Союзу. З моменту здобуття незалежності Чорногорії, Сербія стала незалежною державою, вперше з 1918 року.

## Адміністративно-територіальний поділ Югославії та її складових (1943—2010)
| 1943          | 1946           | 1963                    | 1974                    | 1991                    | 1992                       | 1999                       | 2003                       | 2006                 | 2008                 |
| ДФЮ           | ФНРЮ           | СФРЮ                    | СФРЮ                    | розпущена               | розпущена                  | розпущена                  | розпущена                  | розпущена            | розпущена            |
| ФД БіГ        | НР БіГ         | СР Боснія і Герцеговина | СР Боснія і Герцеговина | СР Боснія і Герцеговина | Боснія і Герцеговина       | Боснія і Герцеговина       | Боснія і Герцеговина       | Боснія і Герцеговина | Боснія і Герцеговина |
| ФД Хорватія   | НР Хорватія    | СР Хорватія             | СР Хорватія             | Республіка Хорватія     | Республіка Хорватія        | Республіка Хорватія        | Республіка Хорватія        | Республіка Хорватія  | Республіка Хорватія  |
| ФД Македонія  | НР Македонія   | СР Македонія            | СР Македонія            | Північна Македонія      | Північна Македонія         | Північна Македонія         | Північна Македонія         | Північна Македонія   | Північна Македонія   |
| ФД Македонія  | НР Македонія   | СР Македонія            | СР Македонія            |                         | ФРЮ                        | ФРЮ                        | Сербія і Чорногорія        | розпущена            | розпущена            |
| ФД Чорногорія | НР Чорногорія  | СР Чорногорія           | СР Чорногорія           | СР Чорногорія           | Р Чорногорія (федеративна) | Р Чорногорія (федеративна) | Р Чорногорія (федеративна) | Чорногорія           | Чорногорія           |
| ФД Сербія     | НР Сербія      | СР Сербія               | СР Сербія               | СР Сербія               | Р Сербія (федеративна)     | Р Сербія (федеративна)     | Р Сербія (федеративна)     | Сербія               | Сербія               |
| ФД Сербія     | • АК Воєводина | • САК Воєводина         | • САК Воєводина         | • АР Воєводина          | • АР Воєводина             | • АР Воєводина             | • АР Воєводина             |                      |                      |
| ФД Сербія     | • АК Косово    | • САК Косово            | • САК Косово            | • АК Космет             | • АК Космет                | Протекторат ООН            | Протекторат ООН            | Протекторат ООН      | Республіка Косово    |
| ФД Словенія   | НР Словенія    | СР Словенія             | СР Словенія             | Республіка Словенія     | Республіка Словенія        | Республіка Словенія        | Республіка Словенія        | Республіка Словенія  | Республіка Словенія  |

| ФНР | «Федеративна Народна Республіка» | НР | «Народна Республіка»     |     |                                        |
| АК  | «Автономний Край»                | ФР | «Федеративна Республіка» | САК | «Соціалістичний Автономний Край»       |
| БіГ | Боснія і Герцеговина             | Р  | «Республіка»             | СФР | «Соціалістична Федеративна Республіка» |
| ДФ  | «Демократична Федерація»         | ФД | «Федеральна Держава»     | СР  | «Соціалістична Республіка»             |